# Brachystelma tenue
Brachystelma tenue är en oleanderväxtart som beskrevs av Robert Allen Dyer. Brachystelma tenue ingår i släktet Brachystelma och familjen oleanderväxter. Inga underarter finns listade i Catalogue of Life.